# Kathedrale von Saint-Flour

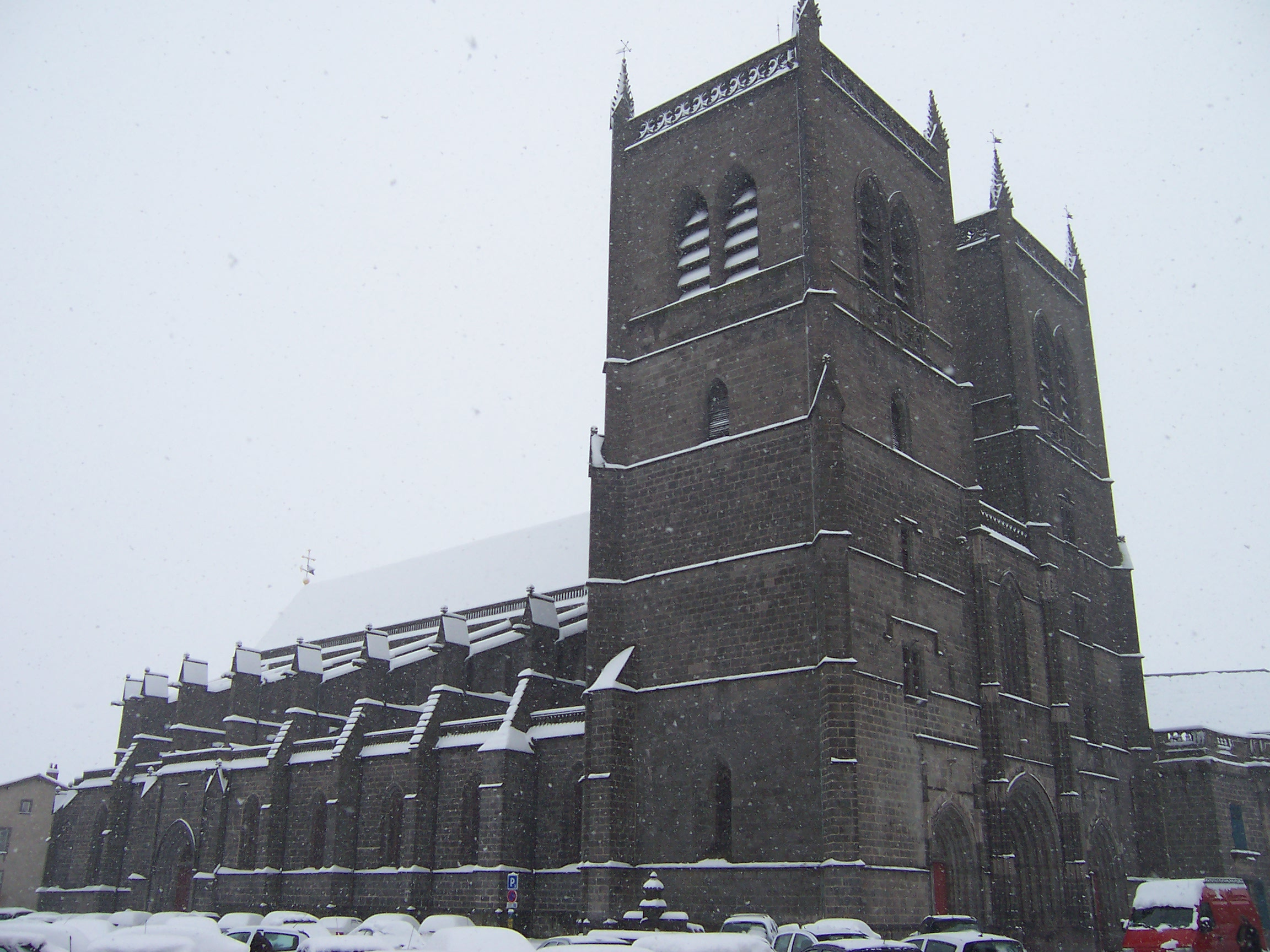
Kathedrale von Saint-Flour

Die Kathedrale von Saint-Flour ist die Bischofskirche des gleichnamigen Bistums; sie steht im Zentrum der Oberstadt von Saint-Flour im Département Cantal in der zentralfranzösischen Region Auvergne-Rhône-Alpes; sie ist dem hl. Florus, einem legendären Bischof des 4. Jahrhunderts der südfranzösischen Stadt Lodève, geweiht. Der Kirchenbau ist seit dem Jahr 1906 als Monument historique anerkannt. In einer Höhe von ca. 890 m gelegen, ist sie die höchstgelegene Kathedrale Europas.

## Lage und Klima
Die Stadt Saint Flour liegt im Zentralmassiv etwa 100 km (Fahrtstrecke) südlich von Clermont-Ferrand. Die Kathedrale befindet sich am östlichen Rand der auf einer Anhöhe gelegenen Altstadt etwa 100 m oberhalb des Flüsschens Ander.

## Geschichte
Seit dem 4. oder 5. Jahrhundert befand sich an der Stelle des heutigen Baus ein Sanktuarium, dessen Existenz in einer Bulle Papst Gregors V. († 999) bestätigt wurde. Um das Jahr 1025 gründete Abt Odilo von Cluny eine große romanische Prioratskirche in Form einer dreischiffigen Basilika, die von Papst Urban II. im Jahr 1095 unter dem Dreifach-Patrozinium Saint-Sauveur, Saint-Pierre und Saint-Flour geweiht wurde. Im Jahr 1317 erhob der in Avignon residierende Papst Johannes XXII. den Bau zur Kathedrale eines neugegründeten Bistums.
Nach dem Einsturz von Teilen der Nordseite im Jahr 1396 befahl Bischof Hugues de Magnac einen Neubau in gotischem Stil; dieser wurde im Jahr 1466 geweiht. Papst Sixtus IV. hob 10 Jahre später alle noch bestehenden Bindungen an die Abtei Cluny auf. In den Jahren von 1793 bis 1802 wurde die Kathedrale dem Kult des höchsten Wesens geweiht. Um die Mitte des 19. Jahrhunderts wurde sie grundlegend restauriert; seit dieser Zeit trägt sie nur noch das Patrozinium Saint-Pierre.

## Architektur
Außenbau

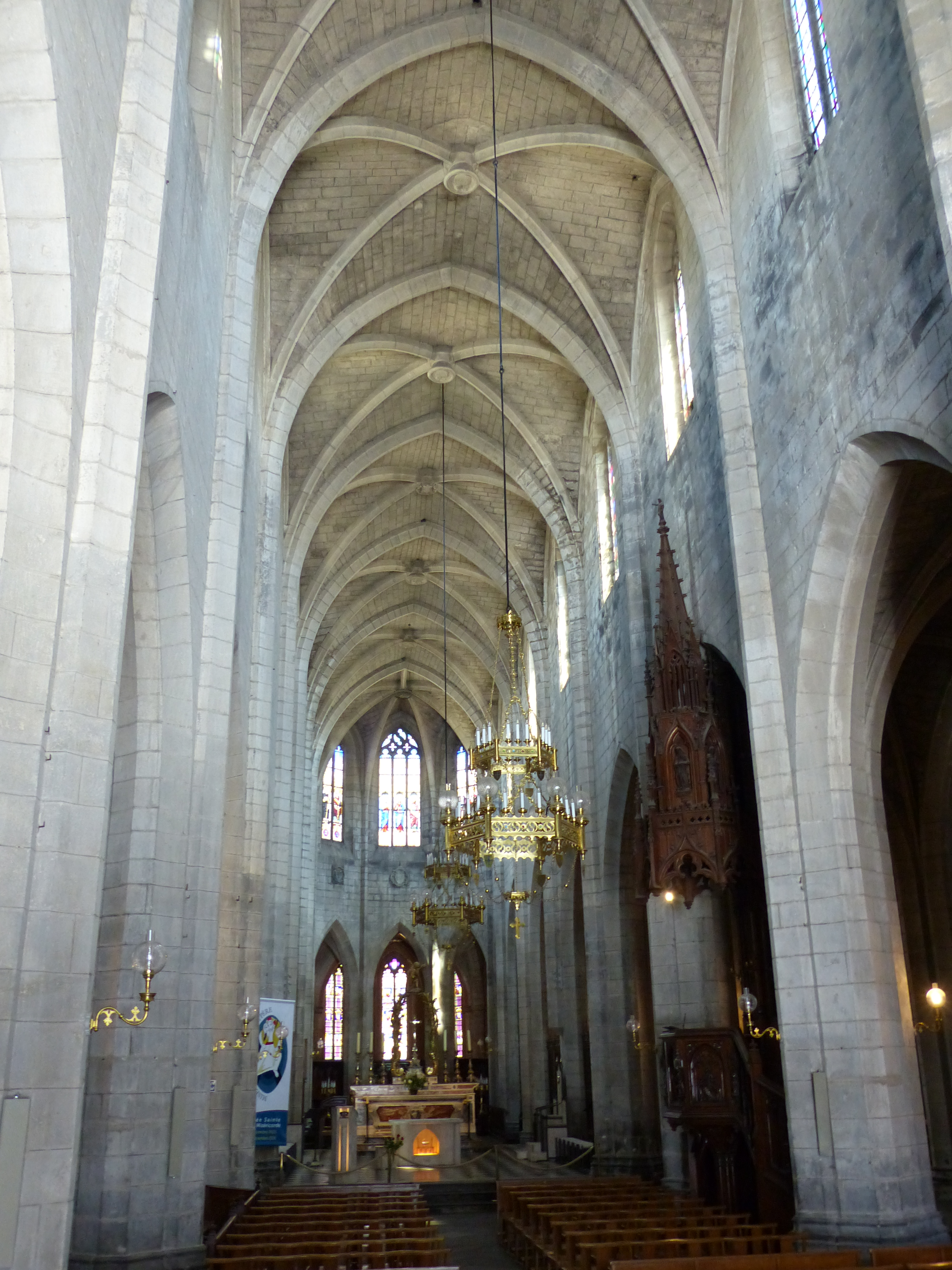
Blick durchs Mittelschiff in Richtung Chor

Die Länge des dreischiffigen und mit einem Chorumgang versehenen Bauwerks beträgt ca. 65 m, die Breite 24,60 m und die Höhe des Mittelschiffs liegt bei ca. 16,50 m; zum Bau wurde basalthaltiges Gestein verwandt, was das dunkle Erscheinungsbild zum Teil erklärt. Die dreiportalige, aber nicht ganz symmetrische Fassade zeigt ein Triumphbogenschema und wird überhöht von zwei ca. 35 m hohen mächtigen Glockentürmen mit durchgängig quadratischem Querschnitt und kleinen Fenstern; lediglich die Schallöffnungen im Obergeschoss sind etwas größer. Der Mittelteil der Fassade tritt geringfügig aus der Bauflucht hervor.
Über den Seitenschiffen und dem Chorbereich wird das spätgotische Strebewerk sichtbar. An den Außenenden der Strebebögen befinden sich kleine Auflasten und Wasserspeier, die das Regenwasser der Mittelschiffstraufen ableiten.
Inneres
Wie bei vielen Großkirchen der Spätgotik ist der Aufriss des Mittelschiffs nur noch zweiteilig; ein mittlerer Laufgang (Triforium) fehlt. Die Stützen sind kapitelllos und schematisch; die Gurtbögen des Gewölbes ruhen auf vorgelegten Diensten; untergeordnete Rippen wachsen aus dem Mauerwerk heraus.

## Ausstattung
Zur Ausstattung der Kirche gehören ein Fegefeuer-Fresko unterhalb der Orgel, ein aus derselben Zeit stammender Kruzifixus aus nachgedunkeltem Holz sowie eine hölzerne Pietá – allesamt aus dem 15. Jahrhundert. Ein Reliquienschrein für die sterblichen Überreste des hl. Florus und eine aus weißem Marmor gefertigte kniende und betende Bischofsstatue entstammen dem 19. Jahrhundert.

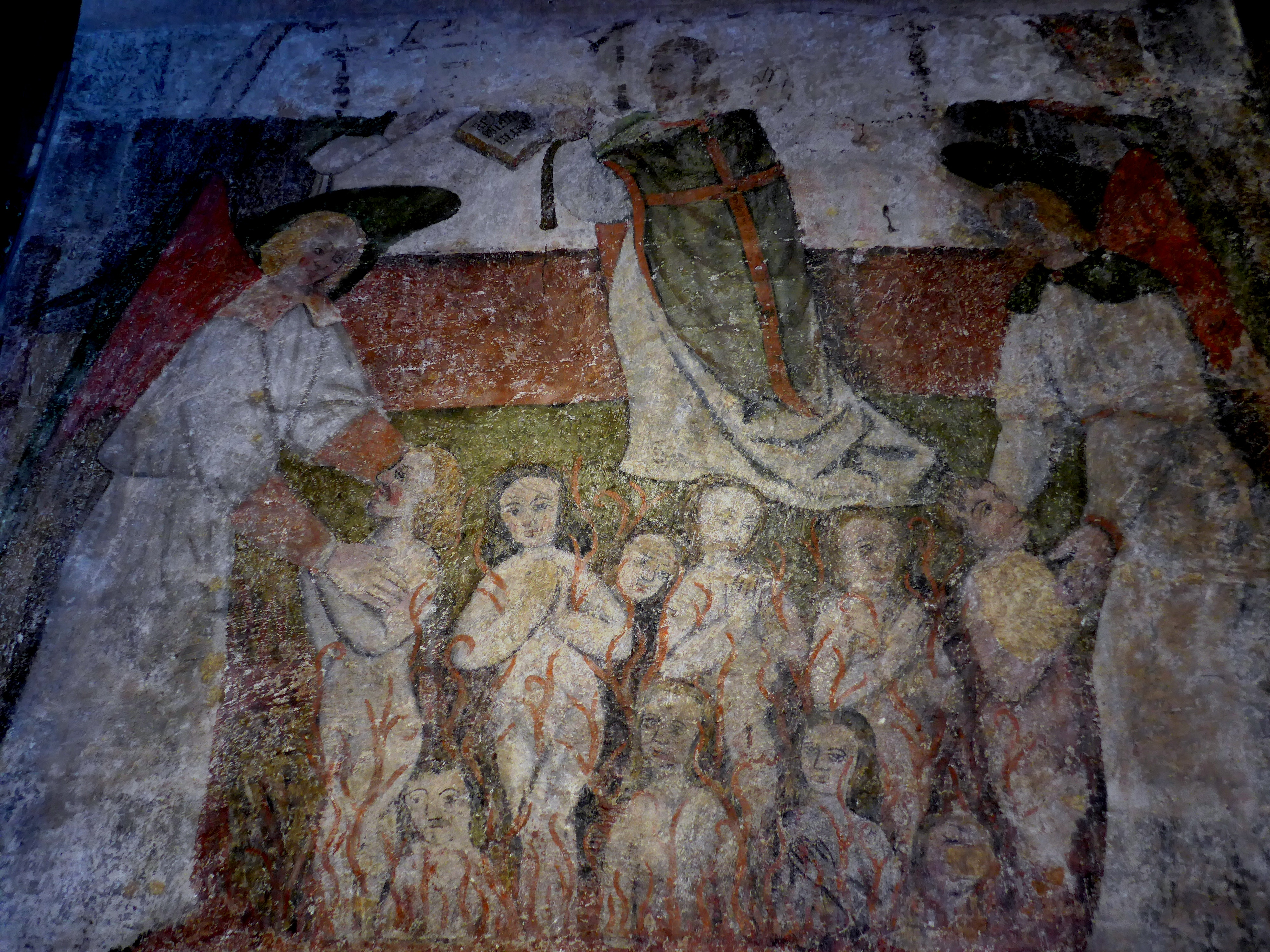
Fegefeuer-Fresko
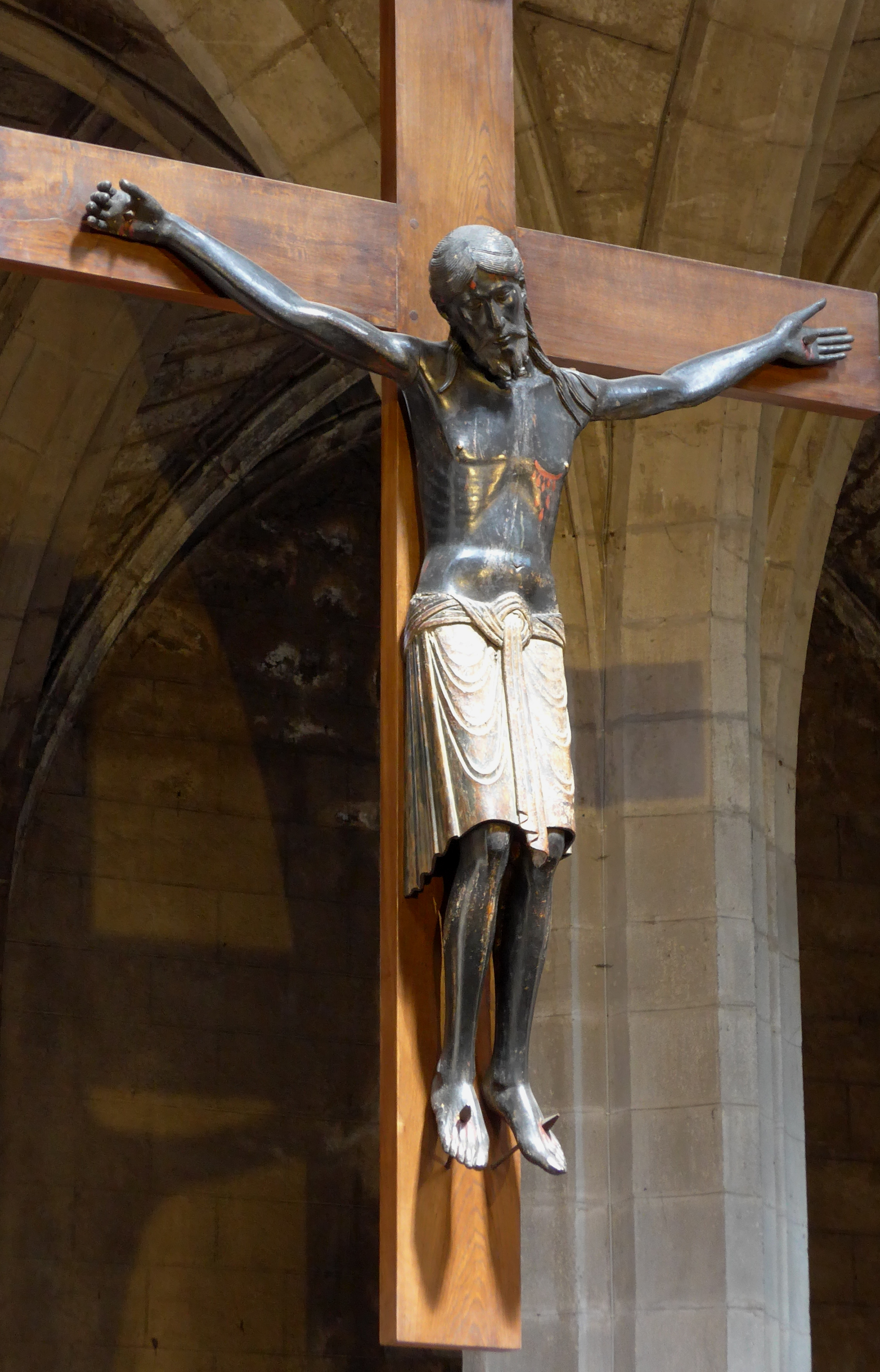
Schwarzer Kruzifixus
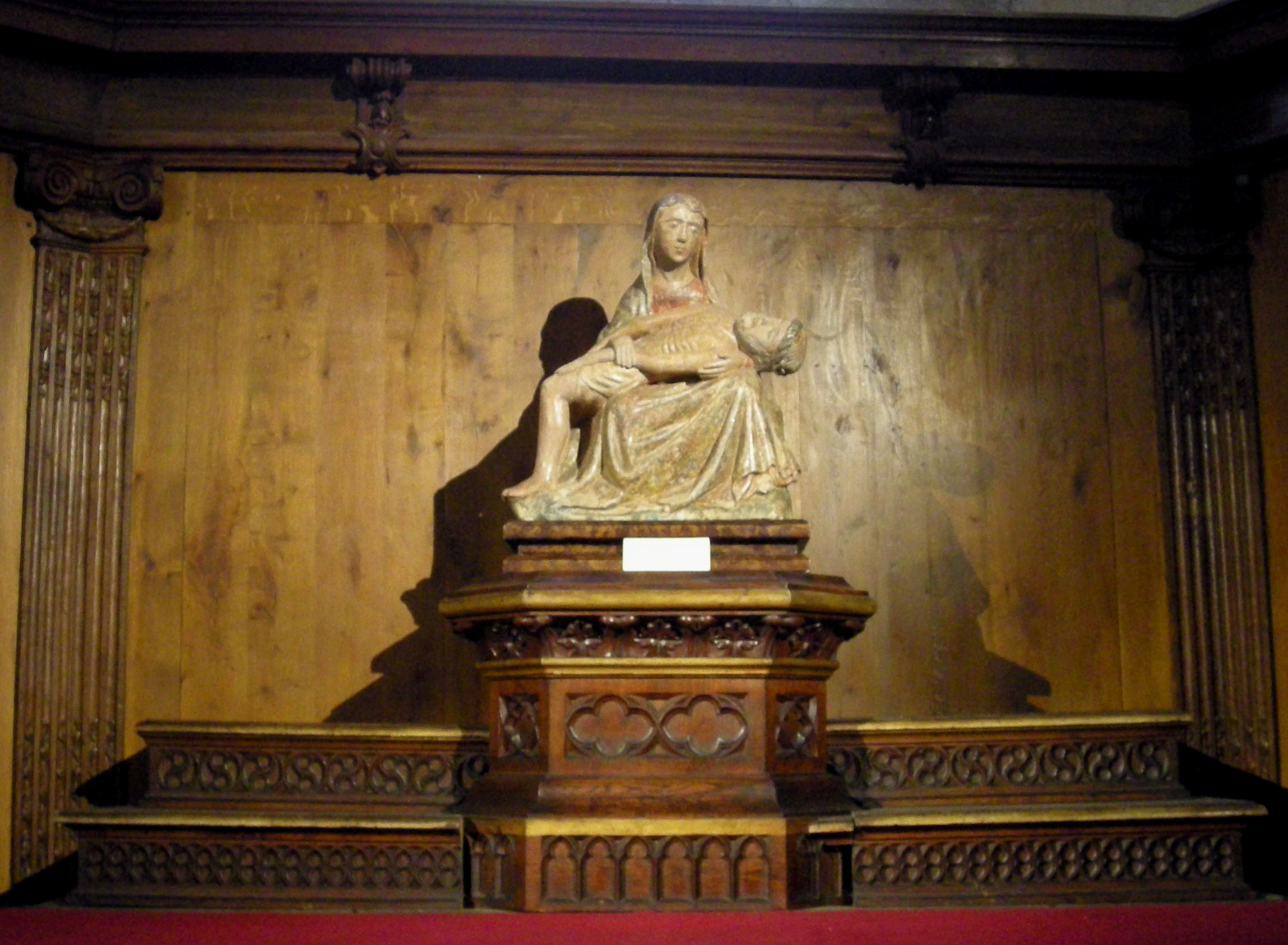
Pietà
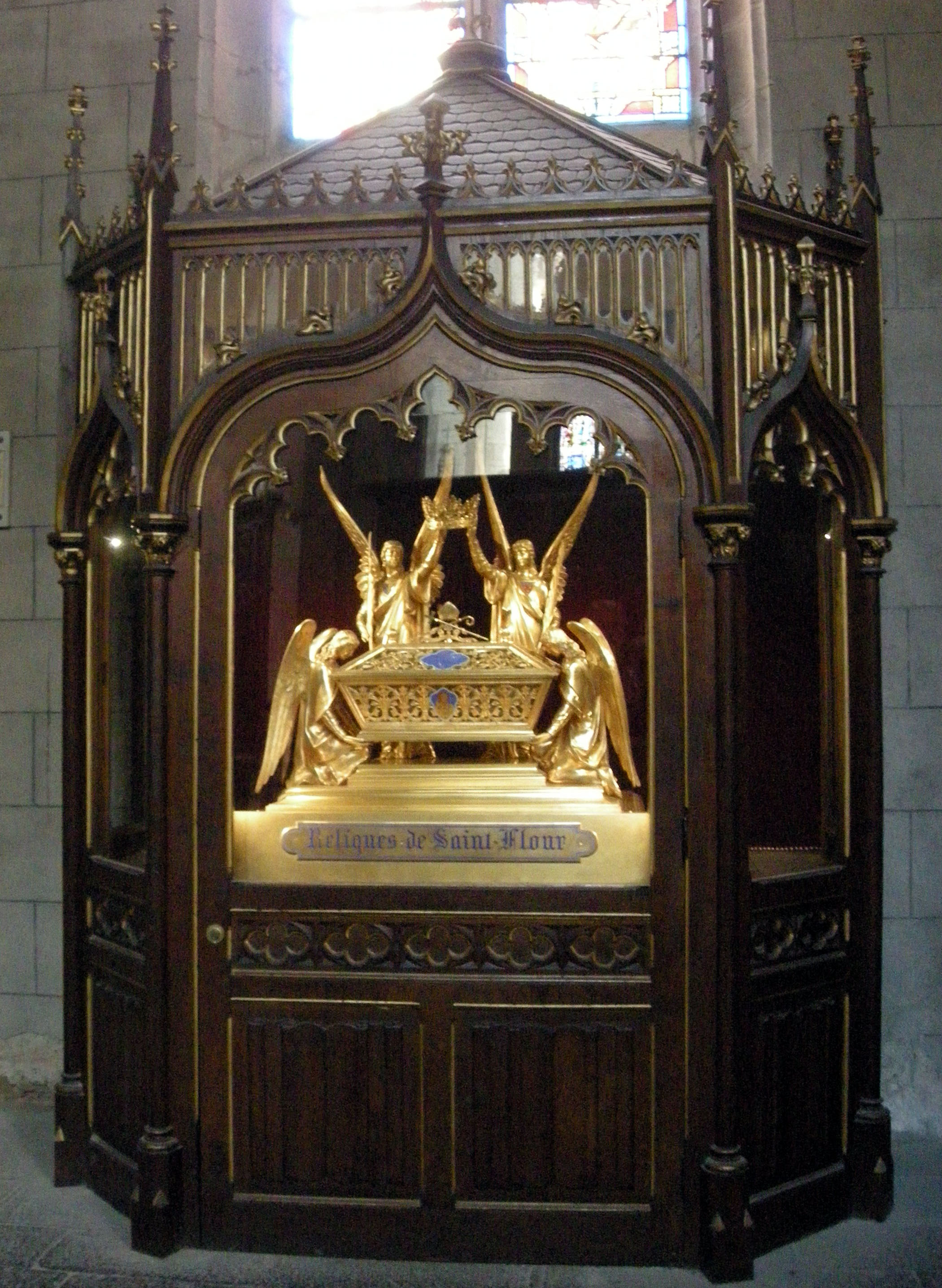
Reliquienschrein
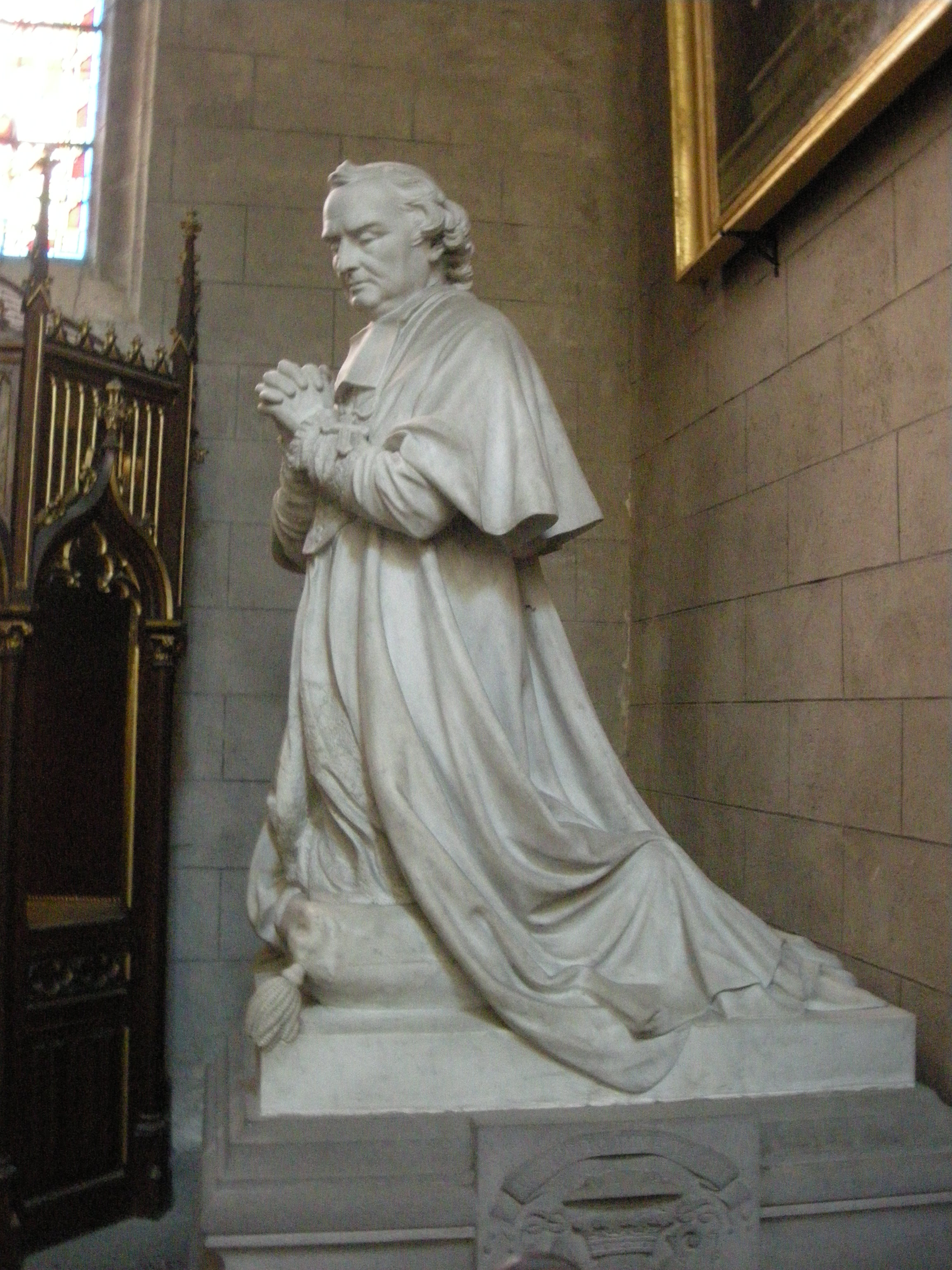
Memorialstatue

## Orgel

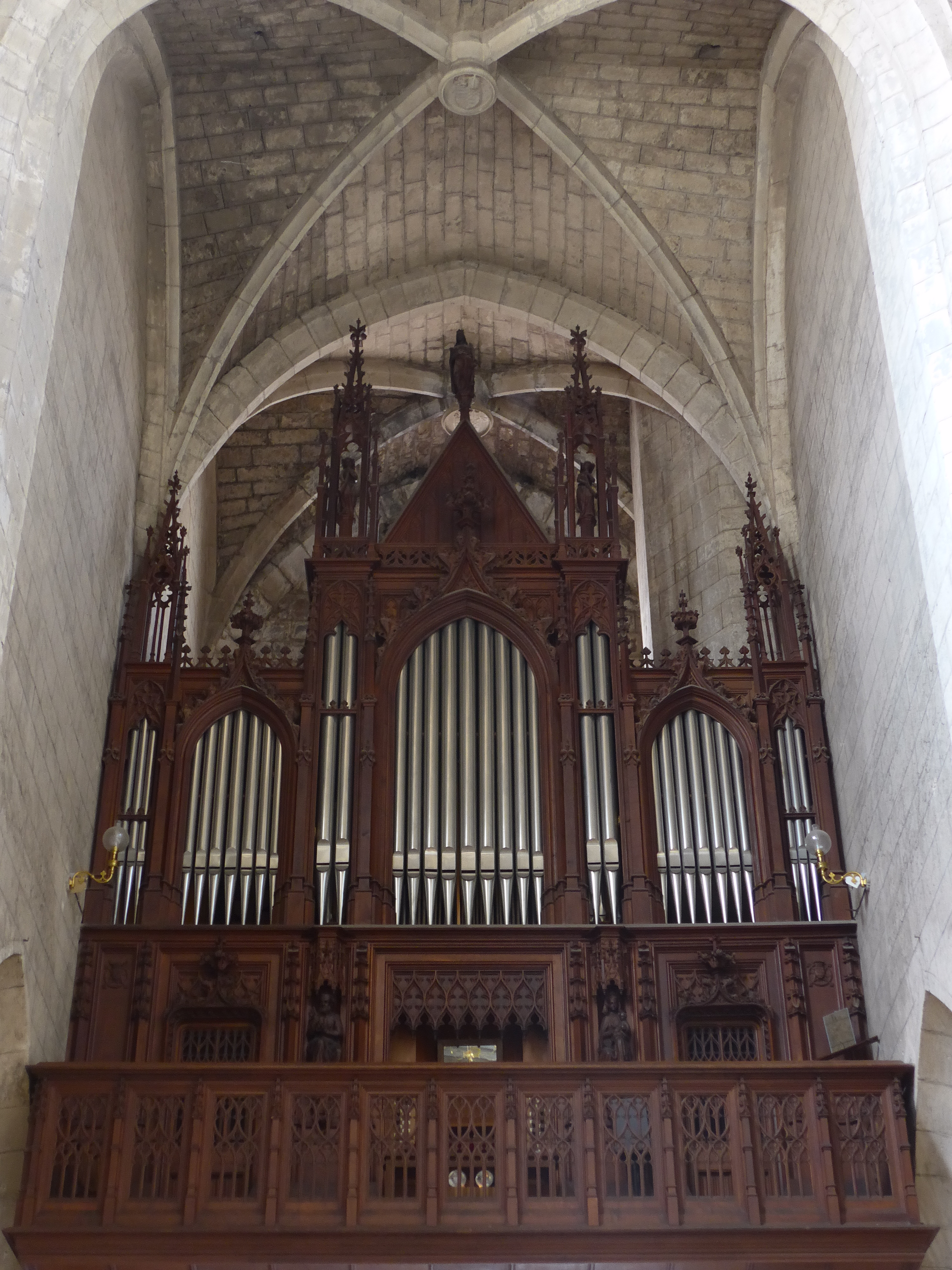
Hauptorgel

Die Orgel wurde 1843 von dem englischen Orgelbauer John Abbey erbaut, das Gehäuse stammt von dem Künstler Gabriel Ventadour. Das Instrument hat 35 Register auf 3 Manualwerken und Pedal. Die Trakturen sind mechanisch.
| I Positif C–f3   |        |
| Principal        | 8′     |
| Bourdon          | 8′     |
| Prestant         | 4′     |
| Flûte à cheminée | 4′     |
| Nasard           | 2 ⁄3′  |
| Doublette        | 2′     |
| Tierce           | 1 3⁄5′ |
| Sifflet          | 1′     |
| Cymbale III      |        |
| Cromorne         | 8′     |

| II Grand-Orgue C–f3 |     |
| Bourdon             | 16′ |
| Montre              | 08′ |
| Bourdon             | 08′ |
| Salicional          | 08′ |
| Prestant            | 04′ |
| Doublette           | 02′ |
| Quarte              | 02′ |
| Fourniture V        |     |
| Cymbale IV          |     |
| Cornet V            |     |
| Trompette           | 08′ |
| Clairon             | 04′ |

| III Récit f0–f3  |     |
| Flûte à cheminée | 08′ |
| Flûte            | 04′ |
| Doublette        | 02′ |
| Cornet III       |     |
| Cymbale III      |     |
| Voix Humaine     | 16′ |
| Hautbois         | 08′ |

| Pédale C-f1 |     |
| Flûte       | 16′ |
| Flûte       | 08′ |
| Flûte       | 04′ |
| Basson      | 16′ |
| Trompette   | 08′ |
| Clairon     | 04′ |